# Пейрельяде, Карлос Альфредо
Карлос Альфредо Пейрельяде (исп. Carlos Alfredo Peyrellade; 1840, Порт-о-Пренс — 9 декабря 1908, Гавана) — кубинский пианист, композитор и музыкальный педагог.
Сын Эмилио Пейрельяде Куверта (ум. 1878), журналиста и издателя французского происхождения, в разные годы возглавлявшего ряд периодических изданий на Кубе и на Гаити. Все четыре сына Эмилио Пейрельяде профессионально занимались музыкой, а дочь Эмелина публиковала стихи и статьи.
С детства учился играть на скрипке, в юном возрасте играл в составе семейного квартета с братьями Эмилио и Федерико. Затем, однако, перешёл на фортепиано, в 1854 г. начал брать уроки у Луи Моро Готшалка и Николаса Руиса Эспадеро. Затем для завершения профессиональной подготовки Пейрельяде отправился в Париж, где занимался у Камиля Стамати. В дальнейшем некоторое время концертировал в Европе.
В 1885 г. вернулся на Кубу. Сначала выступал и преподавал в Камагуэе, где жила его мать, а затем перебрался в Гавану, где в 1896 году основал Консерваторию Пейрельяде, конкурировавшую с первой кубинской консерваторией, основанной десятилетием раньше Хубертом де Бланком. Руководил консерваторией до конца жизни, привлёк к преподаванию в ней ряд видных кубинских музыкантов. После смерти Пейрельяде созданную им консерваторию возглавил его младший брат Эдуардо.
Композиторское наследие Пейрельяде включает преимущественно салонную камерную и вокальную музыку.